# Жінки в Азербайджані
Жінки в Азербайджані відігравали важливу роль протягом століть. Відповідно до статті 25 «Право на рівність» розділу III «Основні права і свободи людини і громадянина» конституції Азербайджанської Республіки чоловіки і жінки мають рівні права і свободи.

## Роль жінок в історії Азербайджану

### Творча діяльність
XIX століття в житті Азербайджану характеризується творчою активністю жінок. Політичні, економічні та культурні процеси, що відбуваються в Азербайджані з цього століття, дали імпульс освіті жінок і більш активній участі їх у суспільному житті. Знаменитими творчими діячами того періоду є Хуршидбану Натаван, Агабейїм ага Агабаджі, Гончабейїм, Фатма ханум Каміни, Шахнігяр ханум, Гамер-бейїм Шейда Гарабагі та інші.

### Благодійність
Хуршудбану Натаван, дочка останнього карабаського хана і відома азербайджанська поетеса брала активну участь у забезпеченні міського населення водою і провела водопровідну лінію в Шуші з джерела Іси в місцевості Сарибаба.
У цей період, поряд з просвітництвом, важливе місце у суспільстві займала і благодійність. Говхар Гаджар, Гаміда Джаваншир, Нігяр Шихлінська, Мясьма Талишинська, Салтанат Ахмедова та інші створили жіночі благодійні товариства, які проводили значну роботу.
Мечеть Тазапір, побудована Набат Ашурбейлі-Рзаєвою, є результатом одного з таких благодійних заходів.
1901 рофку відкрилася Александринська жіноча мусульманська школа, перша азербайджанська світська школа для дівчаток і перша такого роду в Російській імперії.

### Виборче право
Внаслідок «нафтового буму» в Баку в другій половині XIX століття сформувався місцевий заможний прошарок торгово-промислової буржуазії, серед яких були і представниці жіночої статі, що давало їм право голосу на виборах в органи місцевого самоврядування. Згідно зі «Списком виборців» до Бакинської міської думи між 1906-1909 роками у виборах брало участь понад 200 жінок, які відповідали критеріям викладеним у «Виборчому цензі».
1907 року представники мусульманської фракції запропонували законопроєкт (ініціатором був Халіл-бек Хасмамедов), згідно з яким пропонувалося надати жінкам право голосу. Даний законопроєкт було прийнято з боку Мусульманської фракції, але з застереженням (передвиборчі збори повинні були проводитися роздільно). Розпуск Думи царем залишив цю ініціативу нереалізованою.
Лютнева революція 1917 року стала важливою подією на шляху боротьби за жіночу рівноправність.
На першому з'їзді партії «Мусават» (найбільшої політичної партії азербайджанців на той момент), який відбувся 26 жовтня 1917 року, було ухвалено партійну програму, 14 пунктом якої було «Правом участі у виборах користуються всі громадяни, які досягли 20-річного віку, без різниці статі, національності і віросповідання».
Після проголошення 28 травня 1918 року Азербайджанської Демократичної Республіки в країні за найкоротші терміни було проведено демократичні перетворення. Загальне виборче право було введено в Азербайджані 1918 року Азербайджанською Демократичною Республікою, за день до висадки в Баку британських військ під командуванням генерала Вільяма Томсона. Було прийнято закон «Про вибори до установчих зборів Азербайджанської республіки». У загальному положенні цього закону зазначалося: «Установчі збори утворюються з членів, обраних населенням на основі загального, без різниці статі і рівного виборчого права, шляхом прямих виборів і таємного голосування, із застосуванням начала пропорційного представництва». Далі в третьому пункті другої глави зазначалося «Право участі у виборах до Установчих зборів користуються громадяни республіки обох статей, яким до дня виборів виповнюється 20 років».
Таким чином Азербайджан став першою мусульманською країною, в якій жінкам було надано таке право; азербайджанські жінки навіть випередили в цьому плані більшість своїх європейських та американських колег.

### Перший з'їзд жінок
1921 рік увійшов в історію Азербайджану як рік Першого з'їзду жінок. Основною метою цього з'їзду була ідея визволення жінки. Інститут дошкільного виховання, створений для дівчаток 1921 року, роком пізніше було реорганізовано у Вищий жіночий педагогічний інститут.
Початок видання журналу «Шарг гадини» («Східна жінка») 1923 року стало знаменною подією в історії жіночого руху в Азербайджані.

### Друга світова війна
Друга Світова війна дала імпульс до ширшого залучення жінок до праці. Чоловіків, що пішли на фронт, у багатьох галузях замінили жінки. У цей період з'явилися льотчиці Лейла Мамедбекова, Зулейха Сеїдмамедова, Сона Нурієва, капітаном судна стала Шовкет Салімова.
Лейла Мамедбекова — азербайджанська льотчиця, перша жінка-льотчик на Кавказі і переможниця зі стрибків з парашутом. Заснувала школу десантників і парашутистів, де за роки війни підготувала близько 4 тисяч парашутистів-десантників і сотні льотчиків.
З'їзди жінок Азербайджану, проведені в радянський період у 1957, 1967 і 1972 роках також відіграли важливу роль у розвитку азербайджанського жіночого руху, набутті ним більш організованої форми.
Під час активної фази Карабаського конфлікту 2 000 з 74 000 азербайджанських військових становили жінки, і 600 з них безпосередньо брали участь у військових операціях. Військова служба для жінок є добровільною.
1998 року в Азербайджані було створено Державний комітет у справах сім'ї, жінок та дітей.

### XXI століття
Станом на 2007 рік, кілька жінок займали важливі посади в уряді Азербайджану, зокрема посади віце-спікера парламенту, декількох заступників міністрів та заступника голови Центральної виборчої комісії.
В законодавстві Азербайджану в даний час відсутні будь-які обмеження для жінок щодо політичної діяльності. Станом на 2011 рік, зі 125 членів національних зборів Азербайджану 19 були жінками. При цьому це був найкращий показник порівняно з попередніми роками.
Згідно з показниками 2014 року, 50,3 % від загальної чисельності населення країни складали жінки. Це близько 4 763 600 осіб.
В даний час[коли?] у Збройних силах Азербайджану в званнях офіцерів, прапорщиків, сержантів та рядових служать близько однієї тисячі жінок. Жінки-військовослужбовці ЗС країни задіяні в сферах освіти, діловодства, надання медичної допомоги, розвитку міжнародного співробітництва. Вони служать в тилу, військах зв'язку, розвідки та інших родах військ.
2013 року в Азербайджані було відкрито три притулки для жінок—жертв насильства. 11 регіональних центрів підтримки сім'ї здійснюють важливу роботу співтовариства, таку як запобігання раннього вступу в шлюб, підтримка неповних сімей та заохочення гендерної рівності.
Більшість працюючих жінок в Азербайджані зайняті в освітній сфері.
На 2014 рік жінки становлять 76,2 % від загальної кількості вчителів середніх шкіл країни, 77,5 % від загального числа викладачів професійних шкіл, 47,2 % від учителів вищих навчальних закладів.
Крім того, 64,4 % лікарів Республіки становлять жінки. Близько 49,2 % докторантів і 51,2 % усіх вчених становлять жінки. Серед жінок є троє академіків і 11 асоційованих членкинь Азербайджанської Національної Академії Наук.
Загальна частка жінок, які працюють на державній службі становить 28 %. Близько 17 % від підприємців також є жінками.
2014 року 7 неурядових центрів підтримки були акредитовані для забезпечення соціальної допомоги жертвам домашнього насильства.
Після виборів 2014 року кількість жінок у муніципалітетах країни збільшилася з 4 % у 2004 році до 35 %.
На 2016 рік економічно активне населення становить 5 012 700, з яких 2 439 500 — жінки (48,67 %). Чисельність зайнятого населення — 4 759 900, 2 294 200 — жінки (48,2 %)
На 2017 рік населення Азербайджану 9 810 000, з яких 4 918 800 становлять жінки (50,14 %).
У 2016 році народилося 159 тисяч 500 дівчаток і це становить 46,8 % від загальної кількості народжених дітей.
На 2017 рік жінок серед вчителів — 78,1 %, у середніх спеціальних навчальних закладах — 76,1 %, у вищих навчальних закладах — 51,9 %, серед лікарів — 64,9 %. Серед державних службовців — 28,7 %, серед підприємців — 20,9 %, спортсменів — 40,2 %.

### Насильство проти жінокіпроституція
Протягом 2011 року членкині парламенту та голова Державного комітету у справах жінок і дітей активізували свою діяльність проти насильства в сім'ї. Висвітлення у ЗМІ питань домашнього насильства також почало піднімати рівень обговорення проблеми в суспільстві. 2010 року було прийнято Закон «Про запобігання насильству в сім'ї», який встановив рамки для розслідування скарг на побутове насильство, визначив процес видачі заборонних судових наказів, а також передбачив можливість створення житла і реабілітаційних центрів для жертв домашнього насильства. Максимальний термін ув'язнення за зґвалтування становить в Азербайджані 15 років. Проституція є адміністративним правопорушенням. Сутенери, власники публічних будинків можуть бути засуджені до тюремного ув'язнення строком до 6 років.

## Відомі азербайджанки
| Мехсеті Гянджеві      | перська поетеса XII століття, представниця Ісламського Відродження |
| Сара-хатун[джерело?]  | мати Узун-Хасана, дипломатка від держави Ак-Коюнлу |
| Туті Бікя             | правителька Дербента в другій половині XVIII століття |
| Хуршидбану Натаван    | азербайджанська поетеса, дочка останнього карабаського хана Мехтікулі-хана, онука Ібрагім Халіл-хана — XIX століття |
| Агабейїм-ага Агабаджі | азербайджанська поетеса, дочка другого Карабаського хана Ібрагім Халіл-хана, дружина іранського шаха Фетх Али-шаха Каджара, тітка поетеси Хуршидбану Натаван. |
| Гончабеїм             | азербайджанська поетеса, дочка останнього Нахічеванського хана Ехсан хана |
| Нігяр Шихлінська      | 1889 року стала першою азербайджанської жінкою, яка отримала вищу освіту; голова Лікарні дамського комітету офіцерської артилерійської школи при Червоному Хресті у Першу світову війну |
| Набат Ашурбейлі       | нефтепромисловиця і меценатка, яка побудувала мечеть «Тезе Пір» |
| Сона Веліхан          | 1908 року стала першою азербайджанкою, що отримала диплом лікаря, випускниця Санкт-Петербурзького жіночого медичного інституту |
| Гаміда Джаваншир      | заснувала першу азербайджанську спільну школу для хлопчиків і дівчаток 1908 року; одна з перших азербайджанських просвітниць, громадська діячка; дружина письменника і публіциста Джаліла Мамедкулізаде |
| Говхар Газіє ва       | 1910 року стала першою азербайджанкою, яка з'явилась на сцені |
| Хадіджа Алібекова     | 1911 року опублікувала «Işıq», перший жіночий журнал азербайджанською мовою |
| Шевкет Мамедова       | перша азербайджанська оперна співачка, педагогиня, музична діячка, народна артистка СРСР; 1912 року вперше виступила на сцені |
| Ізет Оруджева         | 1929 року стала першою азербайджанською акторкою, що знялася в художньому фільмі |
| Аділя Шахтахтинська   | 1930 року стала першою азербайджанкою, що отримала докторський ступінь |
| Лейла Мамедбекова     | 1931 року здійснила свій перший політ і стала першою жінкою-льотчиком на Кавказі, а також у всій Південній Європі та Передній Азії |
| Гамер Алмасзаде       | 1932 року перша азербайджанська балерина, дебютувала в опере Шахсенем |
| Марзія Давудова       | азербайджанська радянська акторка театру і кіно; народна артистка СРСР |
| Фатма Гадрі           | азербайджанська акторка |
| Хокюма Гурбанова      | азербайджанська радянська акторка театру й кіно; народна артистка СРСР |
| Рейхан Топчубашева    | азербайджанска радянська художниця, заслужена діячка мистецтв Азербайджанської РСР |
| Барат Шакінська       | азербайджанська радянська акторка театру й кіно; народна артистка Азербайджанської РСР |
| Шафіга Ахундова       | азербайджанська композиторка, заслужений діячка мистецтв Азербайджанської РСР, народна артистка Азербайджану; первая жінка на Сході, що написала оперу |
| Ваджіа Самедова       | перша жінка-живописець Азербайджану |
| Лейла Бадірбейлі      | радянська азербайджанська акторка театру і кіно; народна артистка Азербайджанської РСР (1959); лауреат Сталінської премії другого ступеня (1946); членкиня ВКП(б) з 1945 року. |
| Айна Султанова        | перша жінка в Раді міністрів АзРСР (1934 рік) |
| Валіда Тутаюг         | 1949 року стала першою азербайджанкою-членкинею Академії наук Азербайджанської ССР (заснована 1945 року) |
| Сакіна Алієва         | 1964 року була обрана Головою Верховної Ради Нахічеванської АРСР. |
| Нігяр Рафібейлі       | азербайджанська радянська поетеса, членкиня спілки письменників Азербайджану з 1934 року, заслужена діячка культури Азербайджанської РСР, народна поетеса Азербайджанської РСР. |
| Насіба Зейналова      | азербайджанська акторка, народна артистка Азербайджанської РСР, лауреатка Державної премії Азербайджану. |
| Шафіга Мамедова       | азербайджанська акторка театру і кіно, народна артистка Азербайджанської РСР |
| Амалія Панахова       | радянська і азербайджанська акторка театру і кІно; заслужена артистка Азербайджанської РСР (1974); народна артистка Азербайджанської РСР (1985); народна артистка Вірменської РСР (1985) |
| Гамар Алмаззаде       | азербайджанська радянська балерина, балетмейстерка і педагогиня; народна артистка СРСР; перша балерина Азербайджану |
| Лейла Векілова        | азербайджанська радянська балерина, балетмейстерка, педагогиня; народна артистка СРСР |
| Рафіга Ахундова       | радянська азербайджанська артистка балету, балетмейстерка; народна артистка Азербайджанської РСР. |
| Шовкет Алакбарова     | азербайджанська співачка, народна артистка Азербайджанської РСР. |
| Сара Гадимова         | відома азербайджанська ханенде |
| Гюллю Мустафаєва      | радянська художниця, заслужена художниця Азербайджанської РСР. |
| Рубаба Мурадова       | азербайджанська оперна співачка, народна артистка Азербайджанської РСР. |
| Тукезбан Ісмайлова    | співачка, ханенде; народна артистка Азербайджану (1993) |
| Медіна Гюльгюн        | азербайджанська поетеса, заслужена діячка мистецтв Азербайджанської РСР. |
| Зейнаб Ханларова      | радянська й азербайджанська співачка (сопрано); народна артистка Азербайджанської РСР (1975), народна артистка Узбецької РСР, народна артистка Вірменської РСР (1978), народна артистка СРСР (1980). |
| Аїда Імангулієва      | радянська і азербайджанська арабістка, докторка філологічних наук (1989) і професорка сходознавства. |
| Франгіз Алізаде       | азербайджанська композиторка, піаністка, музикознавчиня і педагогиня, народна артистка Азербайджану |
| Ельміра Шахтахтинська | азербайджанська художниця і графік, народна художниця Азербайджанської РСР |
| Марал Рахманзаде      | азербайджанська графік, народна художниця Азербайджанської РСР, лауреат Державної премії Азербайджанської РСР |
| Мірварід Дільбазі     | азербайджанська поетеса, заслужена діячка мистецтв Азербайджанської РСР |
| Азіза Джафар-заде     | відома письменниця, літературознавчиня, громадська діячка, членкиня Спілки письменників Азербайджану, докторка філологічних наук, професорка Бакинського державного університету, народна письменниця Азербайджану |
| Заріфа Алієва         | радянська лікарка-офтальмологиня, академік Академії наук Азербайджанської РСР, професорка. Дружина третього президента Азербайджану Гейдара Алієва і мати четвертого президента Азербайджану Ільхама Алієва. В Україні названо парк її іменем. |
| Мензер Ісмайлова      | 2007 року стала першою азербайджанкою, яка отримала право працювати пастором |
| Натаван Мірватова     | 2009 року отримала звання генерал-майора — найвище військове звання, отримане жінкою в Азербайджані |
| Азіза Мустафа-заде    | азербайджанська джазова виконавиця і композиторка |
| Севда Алекперзаде     | азербайджанська естрадна і джазова співачка, заслужена артистка Азербайджану |
| Мехрібан Алієва       | азербайджанська державна, політична і громадська діячка; перший віце-президент Азербайджану, дружина президента Азербайджану Ільхама Алієва. |
| Фахрія Халафова       | перша професійна азербайджанська художниця-модельєрка, основоположниця школи моди в Азербайджані, заслужена діячка мистецтв Азербайджану, доцентка кафедри моделювання Азербайджанського державного університету культури та мистецтв, засновниця модного дому «Fakhriya Khalafova». |
| Наргіз Пашаєва        | докторка філологічних наук, дійсна членкиня НАН Азербайджану, членкиня Спілки письменників Азербайджану; ректор Бакинського філіалу МДУ ім. М. В. Ломоносова. |
| Лейла Алієва          | азербайджанська громадська діячка, головна редакторка журналу «Баку», віце-президент Фонду Гейдара Алієва, генеральна координаторка Молодіжного форуму ОІС з міжкультурного діалогу, голова азербайджанської молодіжної організації Росії — АМОР, засновник IDEA — Ініціативи міжнародного діалогу з охорони навколишнього середовища; старша дочка президента Азербайджану Ільхама Алієва і першого віце-президента Азербайджану Мехрібан Алієвої, внучка Гейдара Алієва. |
| Ренара Ахундова       | самобутня авторка і виконавиця творів малого жанру ліричного спрямування |
| Севда Мамедова        | солістка Державного ансамблю Азербайджану, танцівниця, балерина |
| Аїда Махмудова        | азербайджанська художниця, що спеціалізується на розвитку сучасного мистецтва; племінниця третього президента Азербайджану Гейдара Алієва. |
| Гюнеш Аббасова        | білоруська співачка азербайджанського походження, артистка і вокалістка Державного молодіжного театру естради. |
| Ельміра Ахундова      | азербайджанська письменниця, політична діячка. Надзвичайна і повноважна посол Азербайджанської Республіки в Україні. Кандидатка філологічних наук. |
| Ельміра Мірзоєва      | шахістка, гросмейстерка серед жінок (2002); спортивна журналістка, шахова оглядачка ВДТРК |

## Фотогалерея

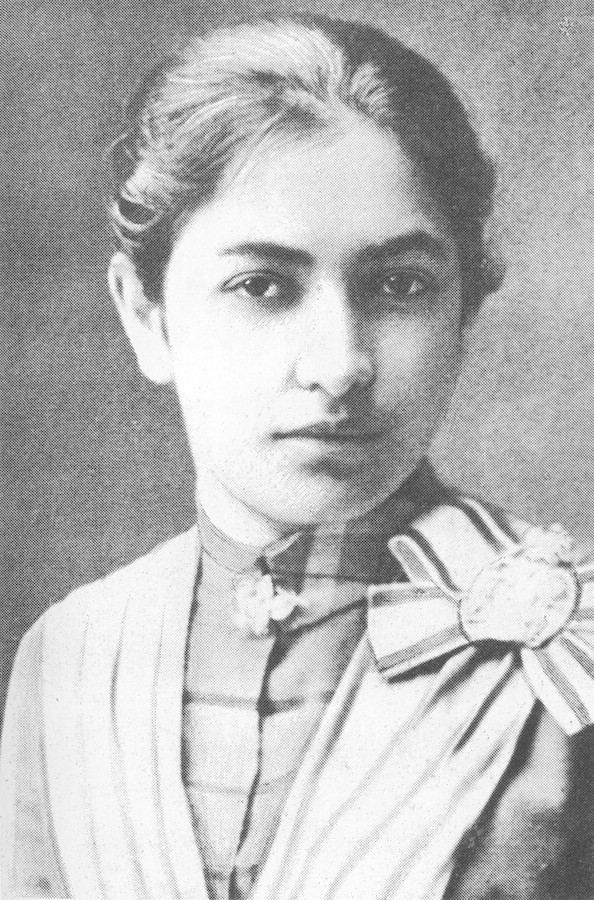
Нігяр Шихлінська
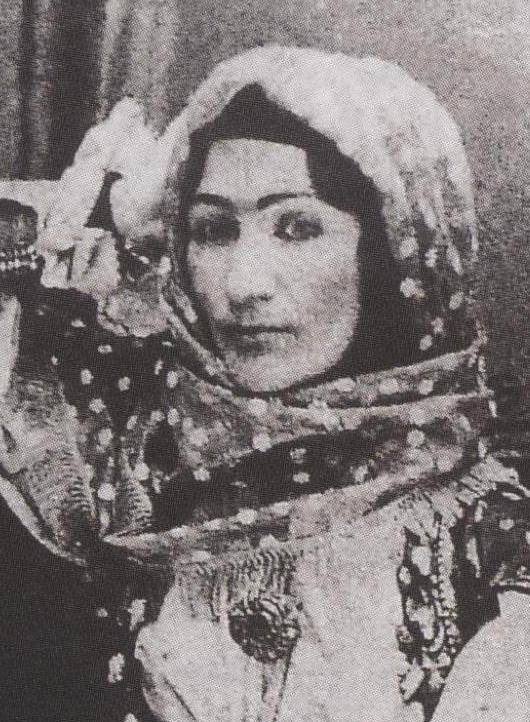
Хуршудбану Натаван
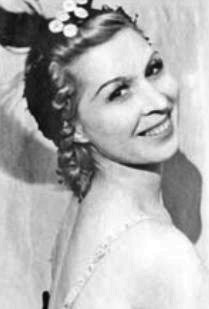
Гамер Алмасзаде
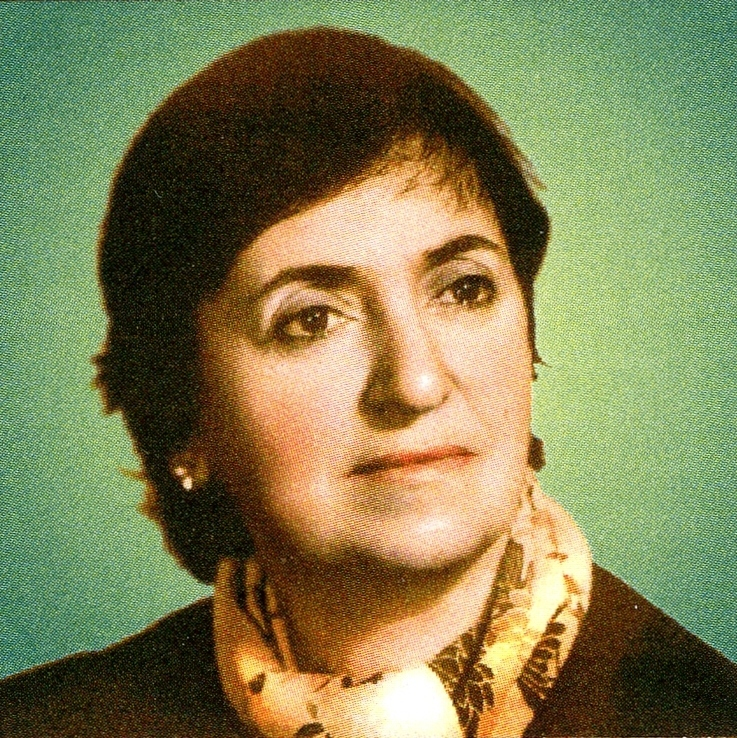
Заріфа Алієва
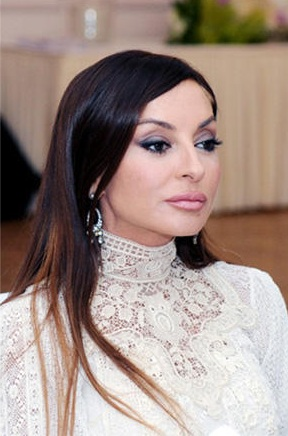
Мехрібан Алієва
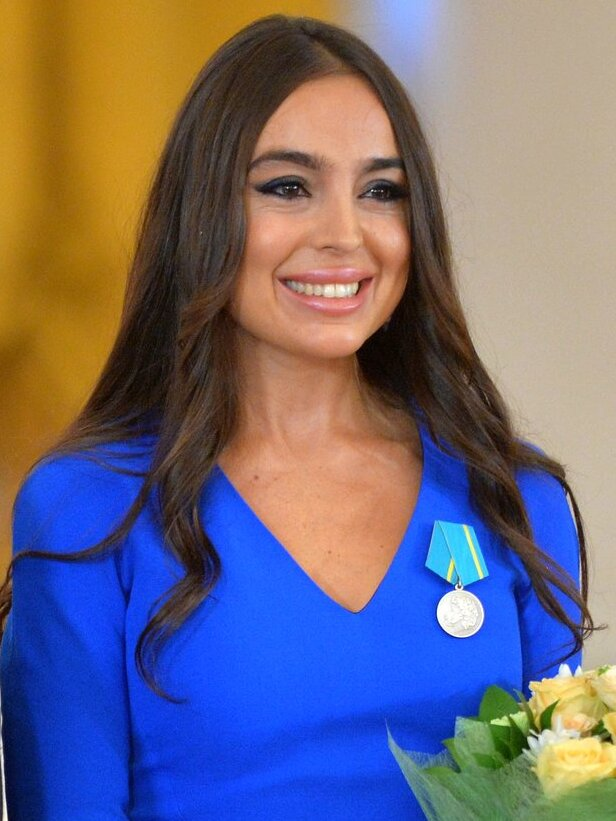
Лейла Алієва